# Stříbrné Hory (okres Havlíčkův Brod)
Stříbrné Hory (dříve též Český Šicendorf či Český Šicndorf, německy Böhmisch Schützendorf či Silberberg) jsou obec v okrese Havlíčkův Brod v Kraji Vysočina. Leží zhruba sedm kilometrů východně od města Havlíčkův Brod a tři kilometry severozápadně od Přibyslavi. Nadmořská výška je okolo 473 m nad mořem. V obci je evidováno 99 domů a žije zde 239 obyvatel, kteří mohou využívat služby prodejny, místní knihovny, mateřské školky a pohostinství. Při jihovýchodním okraji obce protéká Borovský potok, který je pravostranným přítokem řeky Sázavy.
Od roku 1898 procházela jižně od vsi jednokolejná lokální železniční trať postavená společností Místní dráha Německý Brod – Tišnov, na které byla zastávka Český Šicendorf (později psáno Český Šicndorf). V roce 1953 byl provoz převeden na novou, zpočátku jednokolejnou, ale ještě v 50. letech zdvojkolejněnou hlavní trať Havlíčkův Brod – Brno, na které je zastávka Stříbrné Hory.

## Název
Ve stabilním katastru je k roku 1838 uveden název „Schützendorf Böhmisch“ s českou alternativou „Czeskeg Ssicendorf“ a „Silberberg“ je název osady na konci směrem k Borovskému potoku.
Mapa 3. vojenského mapování uvádí „Böhmisch Schützendorf“, název Silberberg není uveden.
K roku 1890 uváděn název „Stříbrné Horky“ a v letech 1900–1910 „Stříbrné Horky t. Stříbrné Hory“ pro osadu obce Český Schützendorf.
Během let 1939–1945 je uváděn název Böhmisch-Schützendorf / Český Šicndorf s částmi obce 1. Böhm.-Schützendorf / Český Šicndorf a 2. Silberberg / Stříbrné Hory.
Od roku 1946 nebo 1947 je název Stříbrné Hory používán pro celou obec.

## Historie
Historie Stříbrných Hor je nedílně spojena s těžbou stříbra na Havlíčkobrodsku. První písemná zmínka o obci je doložena z roku 1654.

## Obyvatelstvo
| Rok            | 1869 | 1880 | 1890 | 1900 | 1910 | 1921 | 1930 | 1950 | 1961 | 1970 | 1980 | 1991 | 2001 | 2011 | 2021 |
| -------------- | ---- | ---- | ---- | ---- | ---- | ---- | ---- | ---- | ---- | ---- | ---- | ---- | ---- | ---- | ---- |
| Počet obyvatel | 133  | 295  | 289  | 324  | 340  | 312  | 355  | 312  | 287  | 307  | 278  | 253  | 231  | 251  | 253  |
| Počet domů     | 22   | 42   | 44   | 48   | 51   | 53   | 67   | 72   | 73   | 74   | 68   | 88   | 87   | 92   | 93   |

## Obecní správa
Mezi lety 1880–1930 Stříbrné Hory byly osadou obce Český Šicndorf v okrese Chotěboř a v letech 1950–1988 byly obcí v okrese Žďár (1950) a později v okrese Havlíčkův Brod. V období od 1. ledna 1989 do 23. listopadu 1990 patřily jako část města k Přibyslavi a od 24. listopadu 1990 jsou opět samostatnou obcí.

### Obecní symboly
Znak a vlajka byly obci uděleny rozhodnutím předsedy Poslanecké sněmovny Parlamentu České republiky dne 11. května 2006.

## Školství
- Mateřská škola Stříbrné Hory

## Pamětihodnosti
- Štola Rosa (Růženina)
- Štola Peklo
- Kostel svaté Kateřiny Alexandrijské
- Kamenný most